# Kinvara
Kinvara (Cinn Mhara, en irlandès, que vol dir "cap del mar", i també Kinvarra) és una vila d'Irlanda, situada al comtat de Galway, a la província de Connacht. Està situat al costat del mar, en una badia que porta el mateix nom i que compta amb el famós Castell de Dunguaire.